# Linnehult
Linnehult är en by i Lessebo kommun i Kronobergs län, i Småland. Byn ligger vid den sydöstra änden av sjön Rottnen.

## Kända personer från Linnehult
- Patrik Bojent, fotbollsspelare, Östers IF